# ボルタフィルム

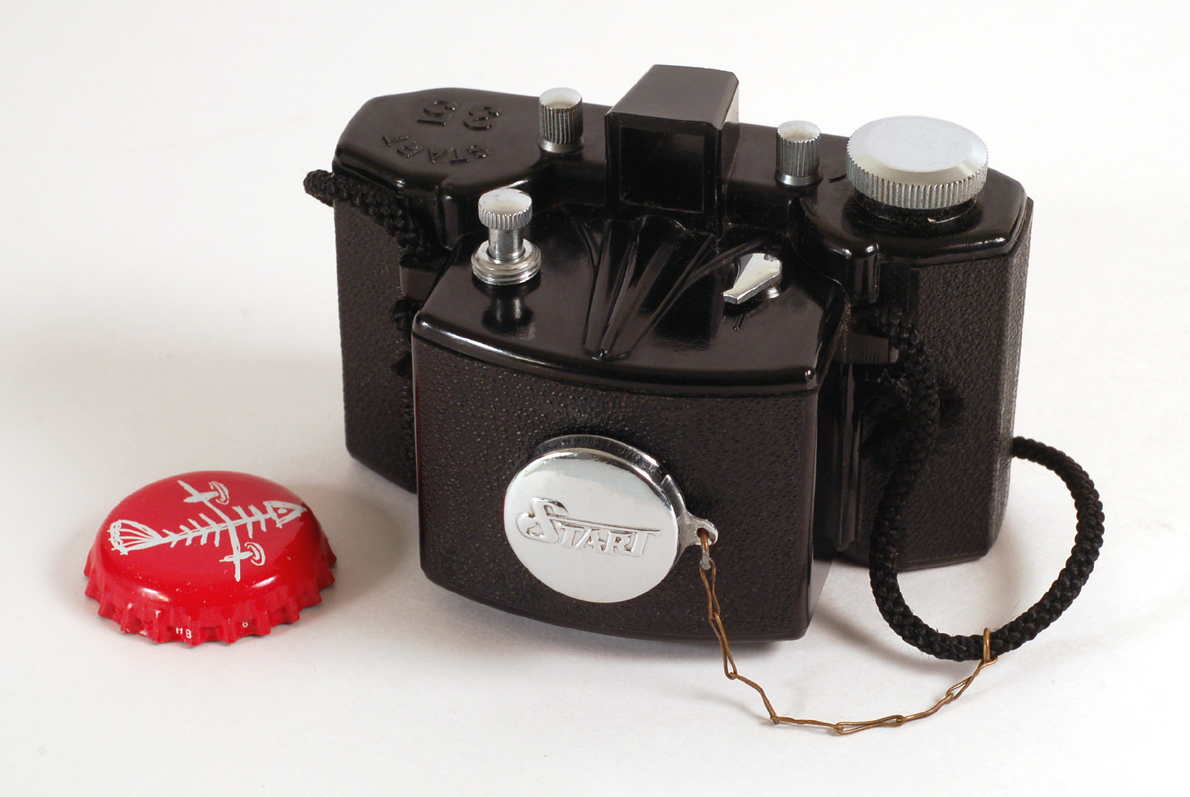
スタート35（一光社、1950年発売）

ボルタフィルム（英語: Bolta film ）は、スチル写真用のフィルムの規格である。ボルタ判フィルム（ボルタばんフィルム）とも呼ぶ。
コダックはボルタフィルムを製造販売しなかったので、ロールフィルム番号は存在しない。ドイツ・ニュルンベルクの企業ボルタ・ヴェルケが1936年（昭和11年）に製造販売を開始した写真機ボルタヴィット（ドイツ語: Boltavit ）とともに発表された規格である。その後、おもに日本で発展した。

## 概要
ボルタフィルムは135フィルム同様の35mm幅のフィルムを使用し、120フィルム同様に裏紙があってパーフォレーションがないロールフィルムである。これらのポイントはコダックの828フィルム（画面サイズ28×40mm判）の規格と類似しているが、パトローネに包まれておらず、画面サイズは24×24mm判の正方形であり、縦横とも小さい。同じフィルム幅の135フィルムで一般的な24×36mm（ライカ）判と比較しても、長辺側が短い分だけ面積は狭い。12枚撮である。828フィルムとの互換性はない。
日本の宮川製作所が1938年（昭和13年）にボルタフィルム用の写真機ボルタックスを発表、同社製の写真機におけるボルタ判の画面サイズは基本的に25×25mm判であった。萩本団治による萩本商会が1948年（昭和23年）に発売したボルタフィルム用の写真機ダン35は、同サイズを採用した。
フィルムの生産・出荷はすでに終了している。現在当フィルムを使う写真機を使用する場合は、裏紙とパトローネを用意し、135フィルムを巻きなおすか120フィルムを裁断する等の手法が試みられている。なお画面サイズが25×25mmのカメラを使用する場合に135フィルムを使用するとパーフォレーションが画面に食い込む場合がある。

## 略歴
従来映画用フィルムであった35mmフィルムを1925年（大正14年）にライカが写真用のロールフィルムとして使用開始し、コダックが1934年（昭和9年）に35mmフィルムをパトローネに収納した新規格135フィルムを、翌1935年（昭和10年）には裏紙つき・無孔の35mmフィルムをパトローネに収納した新規格828フィルムを発表したのに引き続き、ドイツから発表されたボルタ・ヴェルケの製造販売する写真機ボルタヴィットのための35mmフィルムの新規格がボルタフィルムであった。
ボルタ・ヴェルケの新規格に反応したのは日本であった。これは当時GHQが写真用フィルムの生産を中止し、レントゲン写真用フィルムを増産するように命令したため、当時の主流だった大型の写真フィルムが生産困難になったことが一因であった。1938年（昭和13年）夏に宮川製作所が25×25mm判12枚撮の写真機ボルタックスを製作・発売。第二次世界大戦後の1948年（昭和23年）に萩本商会が発売したダン35は、ボルタックスの画面サイズを継承した。しかし、これは3000円という、当時の大卒初任給とほぼ同額の価格（他のカメラに比べると格安ではある）と、販売相手として想定していた進駐軍（アメリカ人）の間にボルタフィルムが普及していなかったことから失敗に終わる。1950年（昭和25年）に一光社が発売したスタート35は、ボルタヴィットのオリジナルサイズを踏襲した。1953年（昭和28年）6月には、マミヤ光機（現在のマミヤ・デジタル・イメージング）が変形24×28mm判10枚撮のボルタフィルム使用写真機マミヤマミーを発売している。
フィルムについては、六和（のちのチェリー商事、その後合併してコニカミノルタマーケティング、2007年解散）がみのりパン、愛光商会がライトパンのブランドで、1990年代前後まで継続的に製造販売していた。なお末期のフィルムは有孔の135フィルムを使用した製品もあった。

## おもなフィルム製品
いずれも生産終了品である。

### 六和
六和、のちのチェリー商事生産が生産したもの。
- みのりパンSS - 白黒ネガフィルム、ISO50, 12枚撮、[10]、1995年ころ生産終了。
- みのりパンS - 白黒ネガフィルム、ISO100, 12枚撮、六和[10]

### 愛光商会
愛光商会が生産したもの。
- ライトパンSSS - 白黒ネガフィルム、ISO200, 12枚撮。1963年ころまでに生産終了[11]
- ライトパンSS - 白黒ネガフィルム、ISO100, 12枚撮。
- ライトパンS - 白黒ネガフィルム、ISO50, 12枚撮。1963年ころまでに生産終了[11]
- ライトパンカラー - カラーネガフィルム、12枚撮。
- ライトパンカラーII - カラーネガフィルム、12枚撮。

## おもな写真機
いずれも生産終了品である。

### ボルタ
日本ではボルタヴィットはボルタビットとも表記されることがある。
- ボルタヴィット（1936年発売）
- フォタヴィット（1937年発売）
- フォタヴィットII
- フォタヴィットIII（1946年発売）
- フォタヴィットIV
- フォタヴィットV

### 宮川製作所
- ボルタックス（1938年発売） - 25×25mm判12枚撮。
- ボルタックスII（1940年発売） - 25×25mm判12枚撮。
- ボルタックスIII（1940年発売） - 25×25mm判12枚撮、135フィルム兼用。
- ボルタックスF（1940年発売） - 25×25mm判12枚撮。
- ボルティー（1942年発売） - 24×24mm判12枚撮、スプリングカメラ。
- ピクニーB（1948年発売）

### 日東写真光学工業社
- ボレックス（1940年発売） - 25×25mm判12枚撮。

### 村上商会
- シルバー（1947年発売）

### 萩本商会
萩本欽一の父・団治が経営していたメーカー。
- ダン35（1948年発売） - 25×25mm判。
- ダン35II型（1948年発売）
- ダン35M型（1948年発売） - 24×30mm判、135フィルム兼用。
- ダン35III型（1949年発売） - 24×32mm判12枚撮。

### 東郷堂
- ホビックス（1949年発売） - 25×25mm判。

### 丸惣
丸惣（のちの丸惣光学、現在の丸惣）は教材用写真機を製造した企業で、戦後の連合国軍占領下の時代にボルタフィルム用の写真機を製造している。
- マルソパテントボックス（1949年発売） - 24×35mm判。
- マルソ35（1950年前後発売） - 24×36mm判、25×31mm判説あり。

### マルサン商店
- ヤングフレックス（1950年前後発売）

### 大和光機
- ミノン35（1950年発売） - 24×24mm判。

### 一光社
- スタート35（1950年発売） - 24×24mm判。
- スタート35K（1952年発売） - 24×24mm判。
- スタート35KII（1958年発売） - 24×24mm判。

### 中央写真用品
- サニイ（1951年発売） - 24×24mm判、ボルタフィルムで12枚撮、135フィルムで50枚撮。
- アルバ35（1952年発売）
- アルバ35II（1954年発売）

### マミヤ
- マミヤマミー（1953年発売） - 変形24×28mm判10枚撮。

### 六和
- ロッカ

### 森田商会
- イノカステレオ（1956年発売） - ステレオカメラ、24×24mm判6組12枚撮。